# Aventurile Ursuleților Gummy
Aventurile Ursuleților Gummy (engleză Adventures of the Gummi Bears) este un serial de televiziune animat de la Disney care a fost difuzat prima oară în Statele Unite ale Americii la mijlocul aniilor 1980 până spre sfârșitul aniilor 1990. Serialul a fost primul de acest gen produs de Walt Disney Animation Television, inspirată de altfel de bomboanele ursuleți gumați ; Directorul Disney  Michael Eisner a fost lovit de inspirație atunci când a decis să pună în practică animarea celebrelor bomboane atunci când băiatul său i-a cerut într-una din zile bomboana gummy bear. Serialul a avut premiera pe canalul NBC pe 14 septembrie 1985, difuzându-se pe o perioadă de 4 sezoane. Seria a fost preluată de ABC ulterior pentru un sezon din 1989 în 1990, culminând cu preluarea episoadelor din 6 septembrie, 1991, ca parte a pachetului de televiziune sindical  Disney Afternoon. Serialul este disponibil în România la finele anului 1991 fiind difuzat de ORF1.